# Cantone di Saint-Gilles
Il Cantone di Saint-Gilles è una divisione amministrativa dell'arrondissement di Nîmes.
A seguito della riforma approvata con decreto del 24 febbraio 2014, che ha avuto attuazione dopo le elezioni dipartimentali del 2015, è passato da 2 a 8 comuni.

## Composizione
I 2 comuni facenti parte prima della riforma del 2014 erano:
- Générac
- Saint-Gilles

Dal 2015, oltre a parte del territorio comunale della città di Nîmes, i comuni appartenenti al cantone sono i seguenti 8:
- Caveirac
- Clarensac
- Générac
- Langlade
- Milhaud
- Saint-Côme-et-Maruéjols
- Saint-Dionisy
- Saint-Gilles